# Troy (Texas)
Troy è un comune (city) degli Stati Uniti d'America della contea di Bell nello Stato del Texas. La popolazione era di 1 645 abitanti al censimento del 2010. Fa parte dell'area metropolitana di Killeen-Temple-Fort Hood.

## Geografia fisica
Troy è situata a 31°12′10″N 97°18′06″W (31.202907, -97.301719). Si trova 8 miglia (13 km) a nord di Temple e 26 miglia (42 km) a sud di Waco.
Secondo lo United States Census Bureau, la città ha una superficie totale di 10,44 km², dei quali 10,42 km² di territorio e 0,02 km² di acque interne (0,2% del totale).

## Storia
Cresciuta intorno alla stazione ferroviaria dopo il 1882. Alcuni abitanti di Old Troy si rifiutarono di trasferirsi al nuovo sito della comunità, ma Troy continuò a prosperare come punto di trasporto per il cotone ed altri prodotti agricoli della regione, mentre Old Troy divenne del tutto spopolata negli anni 1920.

## Società

### Evoluzione demografica
Secondo il censimento del 2010, la popolazione era di 1 645 abitanti.

### Etnie e minoranze straniere
Secondo il censimento del 2010, la composizione etnica della città era formata dall'88,09% di bianchi, l'1,7% di afroamericani, lo 0,18% di nativi americani, lo 0,91% di asiatici, lo 0,24% di oceanici, il 6,81% di altre razze, e il 2,07% di due o più etnie. Ispanici o latinos di qualunque razza erano il 21,76% della popolazione.